# Sphex vestitus
Sphex vestitus är en biart som beskrevs av Frederick Smith 1856.
Sphex vestitus ingår i släktet Sphex och familjen grävsteklar. Inga underarter finns listade i Catalogue of Life.